# Management en organisatie
Management en organisatie, kortweg M&O, was een keuzevak dat in Nederland vanaf de vierde klas havo/vwo werd gegeven in de tweede fase. De inhoud van het vak is vergelijkbaar met bedrijfseconomie. Het gaat dieper in op de kerngebieden accounting, financiering, marketing en organisatie dan het vak economie. M&O was in de vernieuwde tweede fase onderdeel van het profiel E&M (Economie en Maatschappij) en was voor de andere profielen een keuzevak. In de oude tweede fase was M&O voor alle profielen een keuzevak. Op een aantal scholen is M&O nog steeds een keuzevak, maar dit is vervangen door bedrijfseconomie.
Er is een groot verschil met de voorgaande vakken (tot 1998) handelswetenschappen en recht (havo oude stijl) en Economische wetenschappen II en recht (vwo oude stijl), namelijk: het vak boekhouden is compleet verdwenen en het curriculum van het onderdeel financiële calculaties is behoorlijk uitgekleed.
Het College voor Toetsen en Examens heeft besloten dat vanaf 1 augustus 2018 het vak M&O in de vierde klas havo/vwo wordt vervangen door het vak 'bedrijfseconomie, ondernemerschap en financiële zelfredzaamheid' (kortweg: 'bedrijfseconomie'). Vanaf schooljaar 21/22 is M&O volledig overgenomen door het vak bedrijfseconomie.